# RIM-7 Sea Sparrow

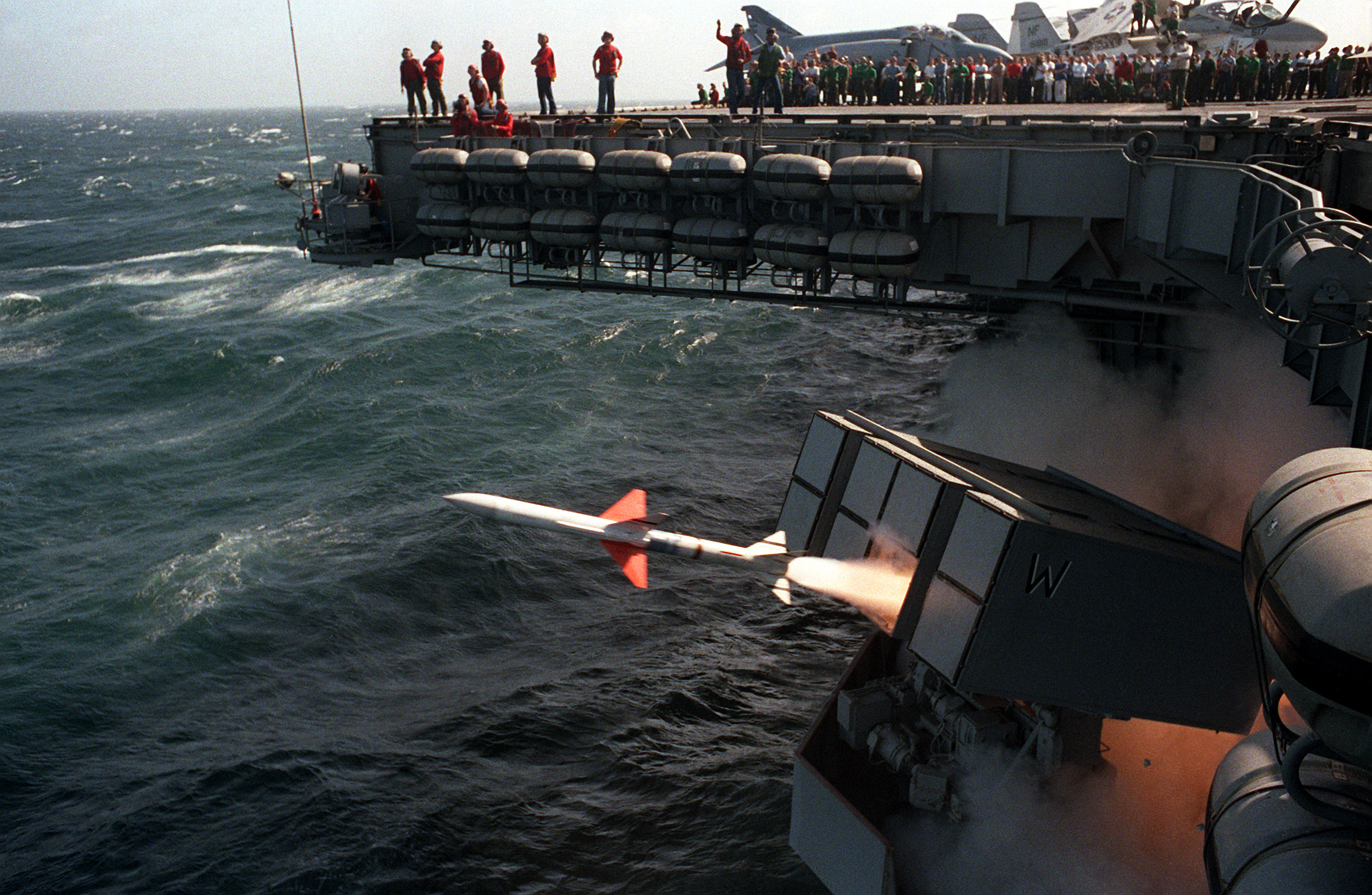
Střela Sea Sparrow odpálená z vypouštěcího zařízení Mark 25 BPDMS

RIM-7 Sea Sparrow je americká řízená střela moře-vzduch s radarovým naváděním, vyvinutá na základě řízené střely vzduch-vzduch AIM-7 Sparrow. Střela je určená k obraně hladinových lodí proti letadlům a protilodním střelám. Může operovat za každého počasí a v jakékoliv operační výšce.

## Vývoj

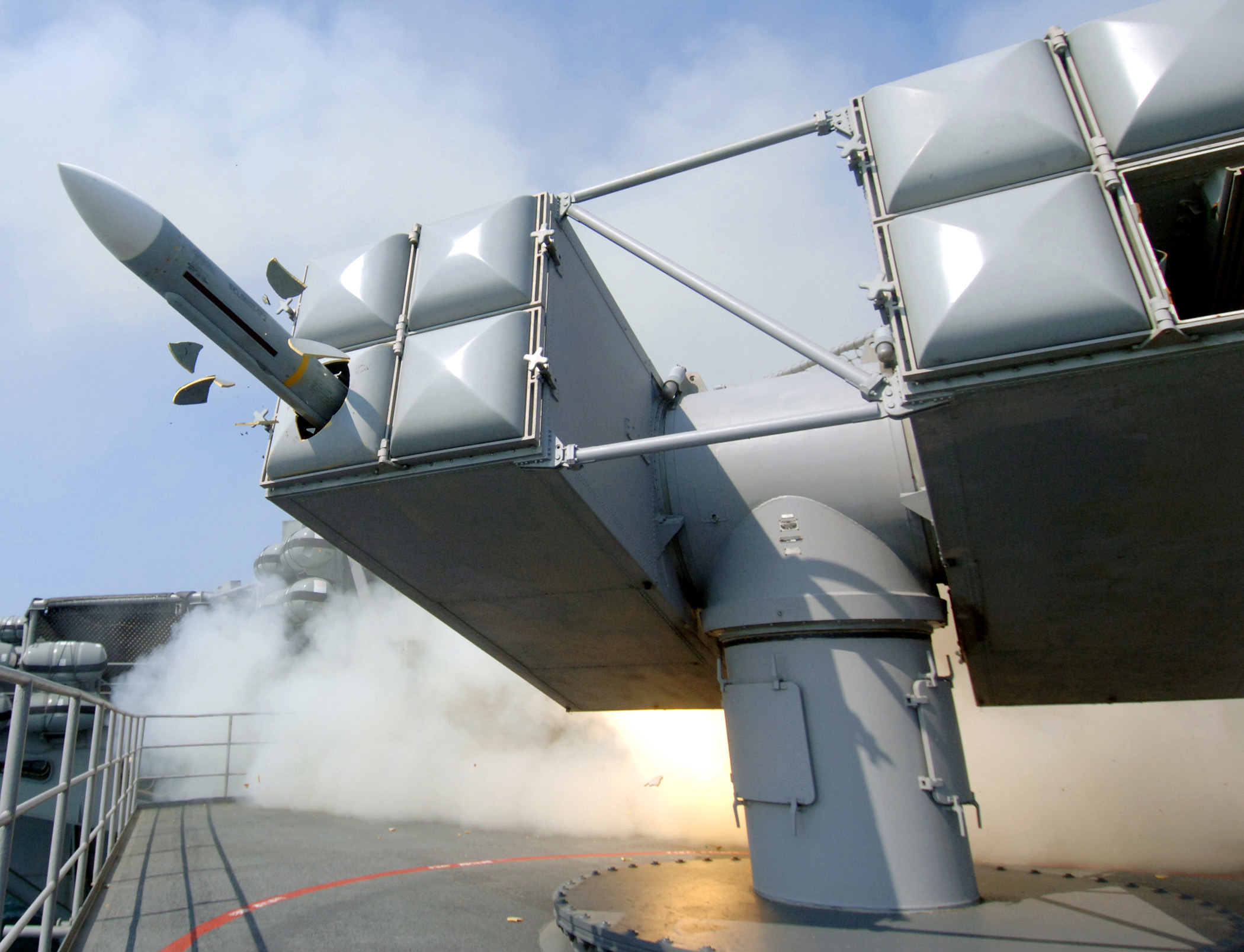
Střela Sea Sparrow, odpálená z vypouštěcího zařízení NSSM Mk 29, proráží kryt

Vývoj systému Sea Sparrow, určeného tehdy k obraně proti sovětským protilodním střelám, začal v první polovině 60. let. V roce 1968 se do tohoto programu US Navy zapojilo několik dalších členských zemí NATO, které později vytvořily NATO SEASPARROW Project Office (NSPO), sdružující dnes 12 států. V operační službě je systém od roku 1976.
Střely byly nejprve umístěny v osminásobném vypouštěcím zařízení Mark 25 Basic Point Defense Missile System (BPDMS), odvozeném ze systému ASROC. Později bylo zavedeno osminásobné vypouštěcí zařízení NSSM Mk 29 (zkratka NATO Sea Sparrow Missile). Dalším vývojem vznikla střela RIM-162 ESSM (původně RIM-7R), která je vypouštěna z vertikálních odpalovacích zařízení Mk 41, kam jsou tyto střely vkládány v boxech po čtyřech kusech.

## Parametry RIM-7M[1]
- Hmotnost: 204 kg
- Délka: 3,7 m
- Rozpětí: 1 m
- Průměr: 203 mm
- Pohon: raketový motor na tuhé pohonné látky Hercules MK-58
- Dolet: 18,5 km
- Navádění: poloaktivní radarové
- Hlavice: WDU-27/B o hmotnosti 40 kg